# Ясинский, Владимир Витальевич
Ясинский Владимир Витальевич (род. 24 февраля 1937, Батуми) — народный депутат Украины I созыва.

## Биография
Родился 24 февраля 1937 года в городе Батуми Грузинской ССР в семье служащего.
В 1956 году поступил и в 1961 году окончил Ростовский государственный университет, историк.
С 1961 года — учитель, заместитель директора средней школы № 1, город Верхний Уфалей Челябинской области.
С 1971 года — ответственный секретарь Селидовской городской организации общества «Знание». С 1973 года — лектор Селидовского горкома КПУ; уволен по политическим мотивам.
В 1977 году — машинист котельной ТЭЦ-ПВС завода «Криворожсталь», машинист котловой дирекции ОКСТС в городе Кривой Рог.
С 1978 года — машинист подземных установок шахты имени Д. С. Коротченко, город Селидово Донецкая область.

## Политическая деятельность
Член КПСС с 1965 года. В 1979 исключён из КПСС за критику в адрес ЦК КПСС и Леонида Брежнева, в 1986 году восстановлен, в июле 1990 года вышел из КПСС.
Народный депутат Украины 1-го созыва с 03.1990 (1-й тур) по 04.1994, Селидовский избирательный округ № 140, Донецкая область. Член комиссии по развитию базовых отраслей народного хозяйства. Входил в Народный совет, фракцию «Новая Украина».
Был членом Партии демократического возрождения Украины.